# Martina Hrašnová
Martina Hrašnová (* 21. März 1983 in Bratislava, Tschechoslowakei als Martina Danišová) ist eine slowakische Leichtathletin, die sich auf den Hammerwurf spezialisiert hat. Sie ist aktuell Inhaberin des Landesrekordes und gewann 2009 eine Bronzemedaille bei den Weltmeisterschaften in Berlin.

## Sportliche Laufbahn
Erste internationale Erfahrungen sammelte Martina Hrašnová im Jahr 1999, als sie bei den erstmals ausgetragenen Jugendweltmeisterschaften in Bydgoszcz mit einer Weite von 46,38 m den zwölften Platz im Hammerwurf belegte und im Diskuswurf mit 38,44 m in der Qualifikationsrunde aus. Anschließend belegte sie bei den Junioreneuropameisterschaften in Riga mit 58,61 m den vierten Platz im Hammerwurf. Im Jahr darauf gelangte sie bei den Juniorenweltmeisterschaften in Santiago de Chile mit 57,75 m auf den fünften Platz und 2001 gewann sie bei den Junioreneuropameisterschaften in Grosseto mit 61,97 m die Silbermedaille. Anschließend schied sie bei den Weltmeisterschaften in Edmonton mit 61,26 m in der Qualifikationsrunde aus. Im Jahr darauf gewann sie bei den Juniorenweltmeisterschaften in Kingston mit 63,91 m die Silbermedaille und verpasste anschließend bei den Europameisterschaften in München mit 60,28 m den Finaleinzug. 2003 startete sie bei den U23-Europameisterschaften, wurde aber kurz darauf des Dopings und wurde daraufhin für zwei Jahre gesperrt.
2006 schied sie bei den Europameisterschaften in Göteborg mit 62,39 m in der Qualifikationsrunde aus. Im Jahr darauf belegte sie bei der Sommer-Universiade in Bangkok mit 64,95 m den fünften Platz und verpasste anschließend bei den Weltmeisterschaften in Osaka mit 68,15 m den Finaleinzug. Zudem wurde sie bei den Militärweltspielen in Hyderabad mit 66,78 m Vierte. 2008 nahm sie an den Olympischen Sommerspielen in Peking und belegte dort mit 71,00 m im Finale den sechsten Platz. Zudem wurde sie beim IAAF World Athletics Final in Stuttgart mit 71,40 m Zweite hinter der Kubanerin Yipsi Moreno. Im Jahr darauf gewann sie bei den Studentenweltspielen in Belgrad mit 72,85 m die Silbermedaille hinter der Deutschen Betty Heidler. Anschließend gewann sie bei den Weltmeisterschaften in Berlin mit 74,79 m die Bronzemedaille hinter der Polin Anita Włodarczyk und der Deutschen Heidler. Zudem wurde sie beim World Athletics Final Thessaloniki mit 70,45 m Dritte hinter Heidler und der Italienerin Clarissa Claretti.
2011 belegte sie bei den Militärweltspielen in Rio de Janeiro mit 66,10 m den vierten Platz. Im Jahr darauf gewann sie bei den Europameisterschaften in Helsinki mit 73,34 m die Silbermedaille hinter der Polin Anita Włodarczyk, ehe sie bei den Olympischen Sommerspielen in London mit 668,41 m in der Qualifikationsrunde ausschied. 2013 verpasste sie bei den Weltmeisterschaften in Moskau mit 68,00 m den Finaleinzug und im Jahr darauf gewann sie bei den Europameisterschaften in Zürich mit 73,05 m die Silbermedaille hinter der Polin Włodarczyk. Zudem wurde sie beim IAAF Continental Cup in Marrakesch mit 70,47 m die Bronzemedaille hinter Włodarczyk und der US-Amerikanerin Amanda Bingson. 2015 wurde sie bei der 3. Liga der Team-Europameisterschaft im Rahmen der Europaspiele in Baku mit 69,31 m Erste und gewann als Team die Silbermedaille hinter dem österreichischen Team. Zudem schied sie bei den Weltmeisterschaften in Peking mit 68,80 m in der Qualifikationsrunde aus. Im Jahr darauf belegte sie bei den Europameisterschaften in Amsterdam mit 70,62 m den siebten Platz und verpasste dann bei den Olympischen Sommerspielen in Rio de Janeiro mit 67,63 m den Finaleinzug.
2018 schied sie bei den Europameisterschaften in Berlin mit 66,37 m in der Qualifikationsrunde aus. Im Jahr darauf belegte sie bei den Weltmeisterschaften in Doha mit 71,28 m im Finale den neunten Platz und gewann dann bei den Militärweltspielen in Wuhan mit 68,89 m die Silbermedaille hinter der Chinesin Wang Zheng. 2020 siegte sie mit 69,86 m beim P-T-S Meeting und 2021 verpasste sie bei den Olympischen Sommerspielen in Tokio mit 66,63 m den Finaleinzug. 2023 siegte sie mit 68,89 m bei der Hungarian GP Series – Budapest und schied bei den Weltmeisterschaften in Budapest mit 66,28 m in der Qualifikationsrunde aus. Im Jahr darauf verpasste sie bei den Europameisterschaften in Rom mit 61,46 m den Finaleinzug.
In den Jahren 2000 und 2001, 2006, 2008 und 2009 von 2011 bis 2016 sowie von 2018 bis 2021 und 2023 wurde Hrašnová slowakische Meisterin im Hammerwurf sowie 2006 im Kugelstoßen. Zudem wurde sie 2003 und 2015 Hallenmeisterin im Kugelstoßen.

## Persönliche Bestleistungen
- Kugelstoßen: 15,60 m, 22. Februar 2015 in Bratislava
- Hammerwurf: 76,90 m, 16. Mai 2009 in Trnava (slowakischer Rekord)